# Збірна Угорщини з футболу
Збірна Угорщини з футболу (угор. Magyar labdarúgó-válogatott) — національна команда Угорщини, яка представляє країну на міжнародних турнірах з футболу. Керується Угорською футбольною федерацією.
Станом на 3 квітня 2025 посідає 37-e місце у рейтингу футбольних збірних світу.

## Кубок Світу
- 1930 — не брала участі
- 1934 — чвертьфінал
- 1938 — друге місце
- 1950 — не брала участі
- 1954 — друге місце
- 1958 — груповий етап
- 1962 — чвертьфінал
- 1966 — чвертьфінал
- 1970 — не пройшла кваліфікацію
- 1974 — не пройшла кваліфікацію
- 1978 — груповий етап
- 1982 — груповий етап
- 1986 — груповий етап
- 1990 — не пройшла кваліфікацію
- 1994 — не пройшла кваліфікацію
- 1998 — не пройшла кваліфікацію
- 2002 — не пройшла кваліфікацію
- 2006 — не пройшла кваліфікацію
- 2010 — не пройшла кваліфікацію
- 2014 — не пройшла кваліфікацію
- 2018 — не пройшла кваліфікацію
- 2022 — не пройшла кваліфікацію

## Чемпіонат Європи
- 1960 — не пройшла кваліфікацію
- 1964 — третє місце
- 1968 — не пройшла кваліфікацію
- 1972 — четверте місце
- 1976 — не пройшла кваліфікацію
- 1980 — не пройшла кваліфікацію
- 1984 — не пройшла кваліфікацію
- 1988 — не пройшла кваліфікацію
- 1992 — не пройшла кваліфікацію
- 1996 — не пройшла кваліфікацію
- 2000 — не пройшла кваліфікацію
- 2004 — не пройшла кваліфікацію
- 2008 — не пройшла кваліфікацію
- 2012 — не пройшла кваліфікацію
- 2016 — 1/8 фіналу
- 2020 — груповий етап
- 2024 — груповий етап

## Гравці збірної

### Поточний склад
Наступні 26 гравців були оголошені у списку збірної для участі у Євро-2024.
Вік гравців наведено на день початку змагання (14 червня 2024 року), дані про кількість матчів і голів — на 17 травня 2024 року.
| №  | Поз. | Гравець                    | Дата народження (вік)           | Ігри | Голи | Клуб              |
| -- | ---- | -------------------------- | ------------------------------- | ---- | ---- | ----------------- |
| 1  | ВР   | Петер Гулачі               | 6 травня 1990 (вік 34 роки)     | 53   | 0    | РБ Лейпциг        |
| 2  | ЗХ   | Адам Ланг                  | 17 січня 1993 (вік 31 рік)      | 68   | 2    | Омонія            |
| 3  | ЗХ   | Ботонд Балог               | 6 червня 2002 (вік 22 роки)     | 4    | 0    | Парма             |
| 4  | ЗХ   | Аттіла Салаї               | 20 січня 1998 (вік 26 років)    | 43   | 1    | Фрайбург          |
| 5  | ЗХ   | Аттіла Фіола               | 17 лютого 1990 (вік 34 роки)    | 56   | 2    | Фегервар          |
| 6  | ЗХ   | Віллі Орбан                | 3 листопада 1992 (вік 31 рік)   | 44   | 6    | РБ Лейпциг        |
| 7  | ЗХ   | Лоїк Него                  | 15 січня 1991 (вік 33 роки)     | 36   | 2    | Гавр              |
| 8  | ПЗ   | Адам Надь                  | 17 червня 1995 (вік 28 років)   | 80   | 2    | Спеція            |
| 9  | НП   | Мартін Адам                | 6 листопада 1994 (вік 29 років) | 21   | 3    | Ульсан Хьонде     |
| 10 | ПЗ   | Домінік Собослаї (капітан) | 25 жовтня 2000 (вік 23 роки)    | 41   | 12   | Ліверпуль         |
| 11 | ЗХ   | Мілош Керкез               | 7 листопада 2003 (вік 20 років) | 15   | 0    | Борнмут           |
| 12 | ВР   | Денеш Дібус                | 16 листопада 1990 (вік 33 роки) | 36   | 0    | Ференцварош       |
| 13 | ПЗ   | Андраш Шефер               | 13 квітня 1999 (вік 25 років)   | 25   | 3    | Уніон (Берлін)    |
| 14 | ПЗ   | Бендегуз Болла             | 22 листопада 1999 (вік 24 роки) | 16   | 0    | Серветт           |
| 15 | ПЗ   | Ласло Кляйнгайслер         | 8 квітня 1994 (вік 30 років)    | 50   | 3    | Хайдук (Спліт)    |
| 16 | ПЗ   | Даніель Газдаг             | 2 березня 1996 (вік 28 років)   | 24   | 4    | Філадельфія Юніон |
| 17 | ПЗ   | Каллум Стайлз              | 28 березня 2000 (вік 24 роки)   | 21   | 0    | Сандерленд        |
| 18 | ЗХ   | Жолт Надь                  | 25 травня 1993 (вік 31 рік)     | 19   | 3    | Академія Пушкаша  |
| 19 | НП   | Барнабаш Варга             | 25 жовтня 1994 (вік 29 років)   | 10   | 4    | Ференцварош       |
| 20 | НП   | Роланд Шаллаї              | 22 травня 1997 (вік 27 років)   | 48   | 12   | Фрайбург          |
| 21 | ЗХ   | Ендре Ботка                | 25 серпня 1994 (вік 29 років)   | 26   | 1    | Ференцварош       |
| 22 | ВР   | Петер Саппанош             | 14 листопада 1990 (вік 33 роки) | 1    | 0    | Пакш              |
| 23 | НП   | Кевін Чобот                | 20 червня 2000 (вік 23 роки)    | 7    | 0    | Уйпешт            |
| 24 | ЗХ   | Мартон Дардаї              | 12 лютого 2002 (вік 22 роки)    | 3    | 0    | Герта (Берлін)    |
| 25 | ПЗ   | Крістофер Горват           | 8 січня 2002 (вік 22 роки)      | 2    | 0    | Кечкемет          |
| 26 | ПЗ   | Міхай Ката                 | 13 квітня 2002 (вік 22 роки)    | 3    | 0    | МТК (Будапешт)    |

## Форма
| 1950s | 1972 | 1982 | 1986 | 2000 | 2002 | 2004 | 2006 | 2008 | 2010 |

| 2012 | 2014 | 2016 |  |

### Сучасна
| Домашня | Гостьова | Воротар 1 | Воротар 2 |  |